# Alexander George van Hessen-Darmstadt

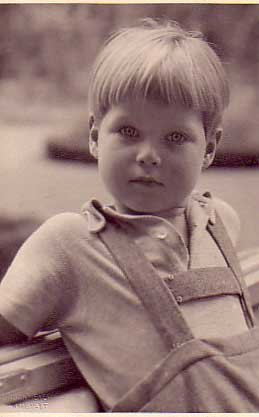
Alexander van Hessen

Alexander George Karel Hendrik (Darmstadt, 14 april 1933 - nabij Oostende, 16 november 1937) was een prins van Hessen en aan de Rijn.
Hij was de jongste zoon van George Donatus van Hessen-Darmstadt en Cecilia van Griekenland en Denemarken, de oudere zuster van de Britse prins-gemaal Philip, Hertog van Edinburgh. Hij kwam met zijn ouders en grootmoeder (Eleonore van Solms-Hohensolms-Lich) en oudere broertje Lodewijk Ernst om het leven tijdens het vliegtuigongeluk bij Oostende in 1937. Zij waren onderweg naar Londen om het huwelijk bij te wonen van Alexanders oom, prins Lodewijk met Margaret Geddes.
Lodewijk Ernst had nog een jonger zusje, Johanna, maar die was thuisgebleven en overleefde dus als enige van het gezin. Zij werd geadopteerd door haar oom en tante, maar overleed op jonge leeftijd aan de gevolgen van een hersenvliesontsteking.